# Hecatera plumbea
Hecatera plumbea är en fjärilsart som beskrevs av Obraztsov 1935. Hecatera plumbea ingår i släktet Hecatera och familjen nattflyn. Inga underarter finns listade i Catalogue of Life.